# Hochburg-Ach
Hochburg-Ach är en kommun  i Österrike. Den ligger i distriktet Braunau am Inn i förbundslandet Oberösterreich. Kommunens administration finns i Duttendorf,  260 kilometer väster om huvudstaden Wien. 
Kommunen gränsar i väster mot floden Salzach som även utgör gräns mot Bayern i Tyskland.  
Kommunen består av 24 orter (Ortschaften) (inom parentes invånarantal 1 januari 2024):

- Ach (49)
- Barsdorf (38)
- Dorfen (118)
- Duttendorf (821)
- Endt (34)
- Geretsdorf (34)
- Grund (19)
- Grünhilling (63)
- Hochburg (270)
- Holzgassen (463)
- Kreil (111)
- Kälbermoos (35)
- Lindach (98)
- Mitterndorf (141)
- Oberkriebach (303)
- Reisach (36)
- Reith (24)
- Sengstatt (87)
- Staudach (23)
- Thann (14)
- Unterkriebach (27)
- Unterweitzberg (91)
- Wanghausen (506)
- Weng (0)